# Oliveriana ortizii
Oliveriana ortizii là một loài thực vật có hoa trong họ Lan. Loài này được A.Fernández mô tả khoa học đầu tiên năm 1969.